# كريستير ليبوفاك
كريستير ليبوفاك (بالسويدية: Christer Lipovac)‏ (7 مارس 1996 بالسويد - ) هو لاعب كرة قدم سويدي في مركز الهجوم. شارك مع منتخب السويد تحت 17 سنة لكرة القدم ومنتخب السويد تحت 19 سنة لكرة القدم. أما مع النوادي، فقد لعب مع نادي أوربرو وKarlslunds IF FK ‏.

## روابط خارجية
- كريستير ليبوفاك على موقع اتحاد السويد (السويدية)
- كريستير ليبوفاك على موقع قاعدة بيانات كرة القدم.إي يو (الإنجليزية)
- كريستير ليبوفاك على موقع Soccerway.com (الإنجليزية)